# Bouza (département)
Pour les articles homonymes, voir Bouza (homonymie).
Bouza est un département du Niger situé au sud-est de la région de Tahoua.

## Géographie

### Administration
Bouza est un département de 3 777 km² de la région de Tahoua.

Son chef-lieu est Bouza.
Son territoire se décompose en:
- Communes urbaines : Bouza.
- Communes rurales : Allakaye, Babankatami, Déoulé, Karofane, Tabotaki, Tama.

| Code INS | Commune     | Superficie (km²) | Population (2012) | Localités |
| -------- | ----------- | ---------------- | ----------------- | --------- |
| 50401    | Allakaye    | 461,9            | 80 280            | 67        |
| 50402    | Babankatami | 852,1            | 65 906            | 89        |
| 50403    | Bouza       | 655,3            | 101 445           | 109       |
| 50404    | Déoulé      | 286,4            | 21 009            | 24        |
| 50405    | Karofane    | 696,6            | 77 796            | 106       |
| 50406    | Tabotaki    | 329,4            | 46 266            | 48        |
| 50407    | Tama        | 338,1            | 52 661            | 43        |

### Les villes et villages environnants
les villages plus proches de la ville de Bouza sont:
- Gamé 4 Km,
- Guidan Bado: Situé à 5 km de Bouza, ce village est le plus grand de tous les villages environnants,
- Guidan Gabdouan 5km,
- Mambé 3 Km,
- Djibalé 13 Km

### Situation
Le département de Bouza est entouré par :
- au nord : le département de Kéita,
- à l'est : la région de Maradi (département de Dakoro),
- au sud : le département de Madaoua,
- à l'ouest : les départements de Birni N'Konni et Illéla,.

## Population
La population est estimée à 386 093 habitants en 2011.
Avec une densité de 102,2 habitants/km², c'est un des départements les plus peuplés du Niger.

## Économie
Son économie est basée sur l'agriculture et l'élevage.